# Scopula latelineata
Scopula latelineata là một loài bướm đêm trong họ Geometridae.